# Ivan Alîpov
Ivan Alîpov (n. 19 aprilie 1982, Sverdlovsk, RSFS Rusă, URSS) este un schior de fond ce a reprezentat Rusia, medaliat olimpic. A participat la o ediție a Jocurilor Olimpice (2006) în care a câștigat o medalie de bronz.